# Keenan Evans
Pour les articles homonymes, voir Evans.
Keenan Evans, né le 23 août 1996 à Richardson, Texas, est un joueur américain de basket-ball. Il évolue au poste de meneur.

## Biographie

### Carrière universitaire
Evans joue au lycée Lloyd V. Berkner à Richardson et rejoint l'université de Texas Tech pour jouer pour l'entraîneur Tubby Smith. Quand Smith quitte Texas Tech pour devenir entraîneur à Memphis, Evans reste pour jouer pour Chris Beard, le remplaçant de Smith.
Pour sa troisième saison, il a des moyennes de 15,4 points et 3 passes décisives par match et est nommé dans la meilleure troisième équipe de la Big 12 Conference pour la saison 2016-2017.
Pour sa dernière saison universitaire, la saison de senior, Evans est la principale option offensive des Red Raiders et conduit son équipe à être parmi les dix meilleures équipes du championnat durant la saison. En février, il marque l'un des paniers les plus incroyables de la saison des Red Raiders en marquant le panier de la victoire contre le rival du Texas ; il termine cette rencontre avec 38 points, son meilleur total de la saison. Evans est nommé dans la liste pour le Wooden Award et le Bob Cousy Award.

### Carrière professionnelle
Le 21 juin 2018, lors de la draft 2018 de la NBA, automatiquement éligible, il n'est pas sélectionné.
Il signe ensuite un contrat avec les Warriors de Golden State pour participer à la NBA Summer League sous leur maillot.
Le 15 juillet 2018, il signe un two-way contract avec les Pistons de Détroit.
Le 15 janvier 2019, il est coupé par les Pistons de Détroit sans être apparu pour ces derniers.
Evans joue la saison 2020-2021 en Israël avec l'Hapoël Haïfa. Il termine la saison premier à l'évaluation par match, troisième aux passes décisives et cinquième aux points. En juillet 2021, il rejoint le champion d'Israël en titre, le Maccabi Tel-Aviv pour une saison (avec des saisons additionnelles en option).
En juillet 2022, Evans s'engage pour deux saisons avec le Žalgiris Kaunas, club lituanien qui participe à l'EuroLigue.

## Statistiques

### Universitaires
| Saison    | Équipe     | Matchs | Titul. | Min./m | % Tir | % 3pts | % LF | Rbds/m. | Pass/m. | Int/m. | Ctr/m. | Pts/m. |
| --------- | ---------- | ------ | ------ | ------ | ----- | ------ | ---- | ------- | ------- | ------ | ------ | ------ |
| 2014-2015 | Texas Tech | 32     | 3      | 18,2   | 36,9  | 30,2   | 71,6 | 2,00    | 1,38    | 0,75   | 0,34   | 5,75   |
| 2015-2016 | Texas Tech | 32     | 31     | 25,1   | 41,2  | 37,5   | 75,6 | 2,94    | 2,88    | 1,00   | 0,31   | 8,69   |
| 2016-2017 | Texas Tech | 31     | 29     | 30,4   | 46,4  | 43,2   | 84,9 | 2,81    | 2,97    | 1,00   | 0,19   | 15,35  |
| 2017-2018 | Texas Tech | 36     | 35     | 29,5   | 47,1  | 32,0   | 81,7 | 3,03    | 3,22    | 1,14   | 0,31   | 17,58  |
| Total     |            | 131    | 98     | 25,9   | 44,4  | 36,0   | 79,7 | 2,70    | 2,63    | 0,98   | 0,29   | 11,99  |

## Vie privée
Keenan est le fils du sauteur en hauteur Kenny Evans qui est arrivé 13e aux Jeux olympiques 2000.

## Palmarès
- Champion de Grèce en 2025
- Champion de Bosnie-Herzégovine 2019 avec le KK Igokea
- Consensus second-team All-American (2018)
- First-team All-Big 12 (2018)
- Third-team All-Big 12 (2017)